# Кларк, Рональд (серийный убийца)
Рональд Кларк (англ. Ronald Clark, 1 августа 1911 — 11 апреля 1972) — американский доктор, предположительно, серийный убийца. Признан виновным в двух случаях непредумышленного убийства. Умер в тюрьме.

## Плохой доктор
Между 1954 и 1967 гг. действие медицинской лицензии Кларка приостанавливалось четыре раза — один раз «за грубое поведение», дважды за «моральную низость» и еще один раз без определенных обвинений. Однако каждый раз лицензия восстанавливалась. Мичиганская медицинская комиссия получала одну за одной жалобы на доктора Кларка: три смертельных случая от передозировки препаратов, извращение[прояснить] над мёртвыми, производство незаконного аборта, сексуальное домогательство к пациентам, приставание к детям, чрезмерное медикаментозное лечение несуществующих болезней и, наконец, работа без специального разрешения.

## Смерть секретарей
20 марта 1967 года Ханна Бауэрбэнк, 63-летний секретарь Рональда Кларка, во время работы упала в обморок и умерла. Полиция заинтересовалась обстоятельствами смерти, но у них не было никакого свидетельства об умышленном нарушении правил. Восемь месяцев спустя, 3 ноября 1967 года скончалась другой секретарь — Грэйл Нейл. Полицейские увидели катафалк возле офиса Кларка той ночью. Внутри они нашли труп, готовый к перевозке. Вскрытие трупа показало следы пентонала натрия. Кларк был обвинен в двух случаях непредумышленного убийства, но причины смертельных случаев по крайней мере десяти пациентов остаются неясными.

## Наказание
Кларк был признан виновным в двух непредумышленных убийствах своих секретарей. В марте 1972 года он скончался в тюрьме в Джэксоне, штат Мичиган.